# Чемпионат России по плаванию на короткой воде 2010
Чемпионат России по плаванию на короткой воде 2010 года прошёл с 7 по 11 февраля в Санкт-Петербурге.
Первое общекомандное место заняла команда Санкт-Петербург-1 (1853 очка) — 17 медалей (10+6+1). На втором месте команда Москва-1 (1624 очков) — 21 медаль (7+9+5). На третьем месте — Пензенская область (1364 очков) — 16 медалей (4+5+7).

## Призёры

### Мужчины
| Дисциплины                      | Золото                                                                                 | Золото  | Серебро                                                                               | Серебро  | Бронза                                                                              | Бронза   |
| ------------------------------- | -------------------------------------------------------------------------------------- | ------- | ------------------------------------------------------------------------------------- | -------- | ----------------------------------------------------------------------------------- | -------- |
| 50 м вольным стилем             | Евгений Лагунов Санкт-Петербург — Архангельская обл.                                   | 21.75   | Андрей Гречин Санкт-Петербург — Алтайский край                                        | 22.02    | Андрей Арбузов Красноярский край                                                    | 22.08    |
| 100 м вольным стилем            | Никита Лобинцев Московская обл. — Свердловская обл.                                    | 47.62   | Евгений Лагунов Санкт-Петербург — Архангельская обл.                                  | 47.87    | Александр Сухоруков Санкт-Петербург — Коми                                          | 47.96    |
| 200 м вольным стилем            | Никита Лобинцев Московская обл. — Свердловская обл.                                    | 1:43.66 | Данила Изотов Краснодарский край — Свердловская обл.                                  | 1:43.77  | Александр Сухоруков Санкт-Петербург — Коми                                          | 1:44.55  |
| 400 м вольным стилем            | Никита Лобинцев Московская обл. — Свердловская обл.                                    | 3:42.46 | Михаил Полищук Москва-1                                                               | 3:44.47  | Александр Селин Москва-2                                                            | 3:46.53  |
| 1500 м вольным стилем           | Виталий Романович Волгоградская область-1                                              | 14:5.03 | Сергей Большаков Московская область — Удмуртия                                        | 15:10.11 | Алексей Солпековский Псковская область                                              | 15:15.03 |
|                                 |                                                                                        |         |                                                                                       |          |                                                                                     |          |
| 50 м на спине                   | Станислав Донец Краснодарский край — Ульяновская обл.                                  | 23.85   | Виталий Борисов Пензенская область-1                                                  | 24.08    | Михаил Носков Белгородская область                                                  | 24.41    |
| 100 м на спине                  | Станислав Донец Краснодарский край — Ульяновская обл.                                  | 51.53   | Виталий Борисов Пензенская область-1                                                  | 52.27    | Артём Дубовской Ростовская область                                                  | 52.40    |
| 200 м на спине                  | Артём Дубовской Ростовская область                                                     | 1:53.75 | Александр Тарабрин Волгоградская область-1                                            | 1:55.56  | Дмитрий Горбунов Пензенская область-1                                               | 1:56.43  |
|                                 |                                                                                        |         |                                                                                       |          |                                                                                     |          |
| 50 м брассом                    | Станислав Лахтюхов Москва-1                                                            | 27.44   | Григорий Фалько Санкт-Петербург — Хабаровский край                                    | 27.68    | Максим Щербаков Московская область                                                  | 27.83    |
| 100 м брассом                   | Станислав Лахтюхов Москва-1                                                            | 58.82   | Григорий Фалько Санкт-Петербург — Хабаровский край                                    | 59.09    | Александр Полянский Тульская область                                                | 1:00.67  |
| 200 м брассом                   | Григорий Фалько Санкт-Петербург — Хабаровский край                                     | 2:08.23 | Станислав Лахтюхов Москва-1                                                           | 2:08.57  | Алексей Зиновьев Москва-2                                                           | 2:09.55  |
|                                 |                                                                                        |         |                                                                                       |          |                                                                                     |          |
| 50 м баттерфляем                | Иван Удалов Санкт-Петербург-2                                                          | 23.63   | Владислав Серый Санкт-Петербург-1Николай Скворцов Пензенская обл. — Калужская обл.    | 23.91    | —                                                                                   | —        |
| 100 м баттерфляем               | Владислав Серый Санкт-Петербург-1                                                      | 52.86   | Дмитрий Калёнов Пензенская область-1                                                  | 51.33    | Александр Калужский Москва-1                                                        | 53.40    |
| 200 м баттерфляем               | Александр Воробьёв Санкт-Петербург-2                                                   | 1:57.24 | Сергей Стрельников Волгоградская область-1                                            | 1:58.25  | Александр Тихонов Москва-1                                                          | 1:58.30  |
|                                 |                                                                                        |         |                                                                                       |          |                                                                                     |          |
| 100 м комплексное плавание      | Владислав Серый Санкт-Петербург-1                                                      | 54.53   | Дмитрий Жилин Москва-2                                                                | 54.83    | Иван Удалов Санкт-Петербург-2                                                       | 55.38    |
| 200 м комплексное плавание      | Дмитрий Горбунов Пензенская область-1 Александр Тихонов Москва-1                       | 1:58.71 | —                                                                                     | —        | Сергей Кашперский Москва-2                                                          | 1:59.38  |
| 400 м комплексное плавание      | Сергей Стрельников Волгоградская область-1                                             | 4:12.36 | Сергей Кашперский Москва-2                                                            | 4:13.37  | Илья Воловник Коми                                                                  | 4:13.49  |
|                                 |                                                                                        |         |                                                                                       |          |                                                                                     |          |
| Эстафета 4×100 м вольным стилем | Санкт-Петербург-1 Андрей Гречин Александр Сухоруков Олег Тихобаев Евгений Лагунов      | 3:12.14 | Пензенская область-1 Кирилл Зубов Дмитрий Калёнов Виктор Юшин Сергей Фесиков          | 3:15.57  | Краснодарский край Владимир Брюхов Алексей Колесников Станислав Донец Данила Изотов | 3:15.64  |
| Эстафета 4×200 м вольным стилем | Санкт-Петербург-1 Евгений Лагунов Евгений Айзетуллов Андрей Гречин Александр Сухоруков | 7:08.35 | Москва-1 Борис Тиматков Артём Лобузов Александр Тихонов Михаил Полищук                | 7:12.27  | Москва-2 Александр Селин Евгений Куликов Максим Молоков Сергей Канцлерский          | 7:15.95  |
| Комплексная эстафета 4×100 м    | Санкт-Петербург-1 Дмитрий Смирнов Владислав Серый Григорий Фалько Евгений Лагунов      | 3:32.19 | Пензенская область-1 Виталий Борисов Николай Скворцов Михаил Ермолаев Дмитрий Калёнов | 3:32.84  | Москва-1 Виталий Мельников Александр Калужский Станислав Лахтюхов Борис Тиматков    | 3:35.30  |

### Женщины
| Дисциплины                        | Золото                                                                                | Золото     | Серебро                                                                             | Серебро | Бронза                                                                                        | Бронза  |
| --------------------------------- | ------------------------------------------------------------------------------------- | ---------- | ----------------------------------------------------------------------------------- | ------- | --------------------------------------------------------------------------------------------- | ------- |
| 50 м вольным стилем               | Светлана Федулова Санкт-Петербург-1                                                   | 24.60      | Наталья Миселимян ХМАО — Югра                                                       | 25.62   | Полина Киселёва Свердловская область                                                          | 25.86   |
| 100 м вольным стилем              | Светлана Федулова Санкт-Петербург-1                                                   | 54.21      | Маргарита Нестерова Белгородская область                                            | 55.11   | Дарья Белякина Московская область                                                             | 55.38   |
| 200 м вольным стилем              | Вероника Попова Санкт-Петербург-1                                                     | 1:57.20    | Елена Соколова Москва-1                                                             | 1:57.37 | Дарья Белякина Московская область                                                             | 1:58.28 |
| 400 м вольным стилем              | Елена Соколова Москва-1                                                               | 4:06.71    | Вероника Попова Санкт-Петербург-1                                                   | 4:07.83 | Анастасия Иваненко Коми                                                                       | 4:11.60 |
| 800 м вольным стилем              | Елена Соколова Москва-1                                                               | 8:26.57    | Анастасия Иваненко Коми                                                             | 8:30.16 | Екатерина Селиверстова Москва-1                                                               | 8:33.48 |
|                                   |                                                                                       |            |                                                                                     |         |                                                                                               |         |
| 50 м на спине                     | Анастасия Зуева Пензенская область-1                                                  | 27.47      | Мария Громова Москва-1                                                              | 28.818  | Дарья Захарьева Санкт-Петербург-1                                                             | 28.67   |
| 100 м на спине                    | Анастасия Зуева Пензенская область-1                                                  | 59.02      | Мария Громова Москва-1                                                              | 59.20   | Александра Папуша Москва-1                                                                    | 1:00.79 |
| 200 м на спине                    | Ксения Москвина ЯНАО                                                                  | 2:05.85    | Мария Громова Москва-1                                                              | 2:06.40 | Анастасия Зуева Пензенская область-1                                                          | 2:07.83 |
|                                   |                                                                                       |            |                                                                                     |         |                                                                                               |         |
| 50 м брассом                      | Юлия Ефимова Ростовская область                                                       | 30.45      | Дарья Деева Свердловская область                                                    | 31.54   | Валентина Артемьева Новосибирская область                                                     | 31.69   |
| 100 м брассом                     | Юлия Ефимова Ростовская область                                                       | 1:06.43    | Дарья Деева Свердловская область                                                    | 1:07.64 | Екатерина Баклакова Пермский край                                                             | 1:08.39 |
| 200 м брассом                     | Анастасия Чаун Москва-2                                                               | 2:22.57    | Юлия Ефимова Ростовская область                                                     | 2:24.79 | Ольга Детенюк Волгоградская область-1                                                         | 2:29.05 |
|                                   |                                                                                       |            |                                                                                     |         |                                                                                               |         |
| 50 м баттерфляем                  | Ирина Беспалова С.-Петербург — Архангельская обл.                                     | 26.44      | Светлана Федулова Санкт-Петербург-1                                                 | 26.62   | Ольга Ключникова Пензенская область-1                                                         | 26.94   |
| 100 м баттерфляем                 | Ирина Беспалова С.-Петербург — Архангельская обл.                                     | 58.12      | Мария Уголькова Москва-1                                                            | 59.43   | Ольга Ключникова Пензенская область-1                                                         | 1:00.47 |
| 200 м баттерфляем                 | Вероника Попова Санкт-Петербург-1                                                     | 2:09.67    | Ирина Беспалова С.-Петербург — Архангельская обл.                                   | 2:11.20 | Яна Мартынова Татарстан                                                                       | 2:11.84 |
|                                   |                                                                                       |            |                                                                                     |         |                                                                                               |         |
| 100 м комплексное плавание        | Ольга Ключникова Пензенская область-1                                                 | 1:01.26    | Дарья Белякина Московская область                                                   | 1:01.33 | Юлия Ефимова Ростовская область                                                               | 1:01.81 |
| 200 м комплексное плавание        | Екатерина Андреева Владимирская область                                               | 2:11.42    | Виктория Андреева Санкт-Петербург-1                                                 | 2:11.63 | Дарья Белякина Московская область                                                             | 2:13.24 |
| 400 м комплексное плавание        | Анастасия Иваненко Коми                                                               | 4:39.64    | Екатерина Андреева Владимирская область                                             | 4:41.17 | Анна Маркова Москва-2                                                                         | 4:45.34 |
|                                   |                                                                                       |            |                                                                                     |         |                                                                                               |         |
| Эстафета 4 × 100 м вольным стилем | Санкт-Петербург-1 Светлана Федулова Ирина Беспалова Вероника Попова Виктория Андреева | 3:41.11 РР | Москва-1 Мария Уголькова Александра Мусиенко Мария Громова Елена Соколова           | 3:44.79 | Пензенская область-1 Виктория Малютина Кристина Кочеткова Анастасия Дородных Ольга Ключникова | 3:46.52 |
| Эстафета 4 × 200 м вольным стилем | Москва-1 Екатерина Селиверстова Мария Уголькова Александра Мусиенко Елена Соколова    | 8:00.28    | Санкт-Петербург-1 Виктория Андреева Ирина Беспалова Вероника Попова Регина Сыч      | 8:01.97 | Пензенская область-1 Виктория Меркулова Виктория Малютина Кристина Кочеткова Ольга Ключникова | 8:10.33 |
| Комплексная эстафета 4 × 100 м    | Москва-1 Мария Громова Мария Уголькова Вера Калашникова Елена Соколова                | 4:02.93    | Санкт-Петербург-1 Дарья Захарьева Ирина Беспалова Анна Кузьмичёва Виктория Андреева | 4:04.04 | Пензенская область-1 Анастасия Зуева Ольга Ключникова Диана Голофеева Виктория Малютина       | 4:04.90 |